# Enguerrand II. de Coucy
Enguerrand II. de Coucy (* um 1110; † um 1147/49) war Herr von Coucy, Marle, Vervins, Pinon, Crépy, Crécy und La Fère. Er war ein Sohn des Sire Thomas de Coucy (Thomas de Marle; † 1131) und der Mélisende von Crècy.
Im Gegensatz zu seinem Vater war Enguerrand von friedliebender Natur und kümmerte sich hauptsächlich um die Verwaltung seiner Ländereien. In der Burg von Coucy baute er eine Kapelle, die zu den ältesten erhaltenen Teilen der Burg gehört. Einer Legende nach tötete er im Wald von Prémontré ein Untier, bei dem es sich angeblich um einen Löwen handelte, wofür ihm der Prior von Nogent-sous-Coucy sehr dankbar war.
Enguerrand nahm ab dem Jahr 1147 am zweiten Kreuzzug unter der Führung König Ludwigs VII. von Frankreich teil, in dessen Verlauf er starb.
Er war seit 1132 verheiratet mit Agnes von Beaugency, einer Tochter des Sire Raoul I. von Beaugency und Enkeltochter des Grafen Hugo von Vermandois. Sie hatten zwei Söhne:
- Raoul I. (* nach 1142; † November 1191 vor Akkon)
- Enguerrand († um 1174), vermutlich der Vater des Châtelain de Coucy

Siehe auch Haus Boves

## Weblink
- Die Dynastie von Coucy

| Personendaten    | Personendaten                                                             |
| ---------------- | ------------------------------------------------------------------------- |
| NAME             | Enguerrand II. de Coucy                                                   |
| KURZBESCHREIBUNG | Herr von Coucy, Marle, Vervins, Pinon, Crépy, Crécy-sur-Serre und La Fère |
| GEBURTSDATUM     | um 1110                                                                   |
| STERBEDATUM      | zwischen 1147 und 1149                                                    |